# Cerco de Tarragona
No cerco de Tarragona, de 5 de maio a 29 de junho de 1811, o Exército Francês de Aragão, comandado por Louis-Gabriel Suchet  sitiou uma guarnição espanhola liderada pelo Tenente-General Juan Senen de Contreras. Uma esquadra naval britânica comandada pelo Almirante Edward Codrington assediou os sitiantes franceses com tiros de canhão e transportou um grande número de reforços para a cidade por mar. No entanto, as tropas de Suchet invadiram as defesas e mataram ou capturaram quase todos os defensores. A ação ocorreu no porto de Tarragona, Catalunha, na costa leste da Espanha durante a Guerra Peninsular, parte das Guerras Napoleônicas.

## Contexto
A Conquista Francesa de Aragão começou com o Cerco de Tortosa.

## Cerco
O Imperador Napoleão ofereceu a Suchet um bastão de marechal se ele conseguisse capturar Tarragona. Então, o general francês perseguiu seu objetivo vigorosamente. Ele invadiu metodicamente as obras externas da cidade enquanto avançava com suas paralelas de cerco. O general francês rechaçou facilmente as fracas tentativas de socorrer a cidade por terra. Perto do fim do cerco, as tropas francesas capturaram a cidade baixa em um ataque surpresa e os sobreviventes da guarnição recuaram para a cidade alta. No final, os homens de Suchet invadiram a cidade alta em meio a cenas de massacres horríveis, incluindo o assassinato de civis. A perda dessa importante base e de tantas tropas espanholas paralisou o Exército da Catalunha. Napoleão concedeu a Suchet a cobiçada patente de marechal.

## Resultados
Uma fonte estimou as perdas francesas em 4.300 mortos e feridos, de um exército de 21.635 homens, incluindo o General de Divisão Jean-Baptiste Salme. O total de perdas espanholas ficou entre 14.000 e 15.000. Destes, 8.000 foram capturados e os demais foram mortos, feridos ou morreram de doenças. Durante a carnificina que ocorreu no ataque final, os atacantes franceses massacraram numerosos civis, incluindo 450 mulheres e crianças. Uma segunda fonte afirmou que as perdas espanholas totais foram de 15.000, das quais 7.000 foram mortas imediatamente. As perdas francesas foram estimadas em 1.000 mortos e 3.000 feridos ou doentes.

## Consequências
A Conquista Francesa de Aragão prosseguiu com o Cerco de Valência.

## Links externos
- North, Jonathan (2020). «Taking Tarragona». Summer 2009 issue of Military History Quarterly. Consultado em 24 de maio de 2021. Cópia arquivada em 14 de agosto de 2020

- Media relacionados com Cerco de Tarragona no Wikimedia Commons